# Risikostyring
Risikostyring er en proces i en virksomhed, hvor ledelsen forsøger at danne sig et overblik over udefra- og indefrakommende faktorer, som vil kunne påvirke virksomhedens fremtidige indtjening. Der foretages desuden en beregning af risikoen fordelt på markedsrisiko, kreditrisiko og operationel risiko.

## Risikostyring i projekter
Risikostyring er også en disciplin inden for projektledelse. I forbindelse med planlægningen af projektets forløb vil projektlederen typisk finde en række forhold, der måske vil indtræffe og i givet fald have negativ virkning på projektet.
Analysen af risici omfatter følgende elementer:
- Identifikation af risikoelementer (navngivning)
- Vurdering af sandsynlighed
- Vurdering af konsekvens
- Beskrivelse af håndtering eller foranstaltninger

Sandsynlighed og konsekvens kan angives på forskellige måder. I en del tilfælde kvantificerer man de to vurderinger, f.eks. med en procentangivelse på sandsynligheden og et tal for konsekvensen mellem 1 (meget beskeden virkning) og 10 (særdeles kritisk, kan afbryde projektet). Man kan derefter beregne produktet af de to tal og få et risikotal. Dette tal afspejler behovet for en aktiv bearbejdning af risikoelementet på forhånd. Med de nævnte skalaer kunne det være nødvendigt at forebygge de risikoelementer, der har et risikotal på over 300. Dette tal dækker over risici med meget stor sandsynlighed og samtidig moderate konsekvenser (f.eks. 80*4) eller risici med moderat sandsynlighed og meget voldsomme konsekvenser (f.eks. 30*10).
Man vil mange steder kunne finde lister med mulige risici, som man kan bruge som checkliste. Det gælder f.eks. til brug ved systemudviklingsprojekter, idet der genenmføres og er gennemført et meget stort antal heraf i tidens løb. Nye projektledere kan derfor støtte sig til sådanne checklister og vælge herudfra, hvad der kunne være relevant for hans/hendes eget projekt. Eksempler på risici i et systemudviklingsprojekt:
1. Leverance fra underleverandør er ikke til stede til aftalt tid
2. Manglende sikkerhed for, at udviklingsplatformen kan honorere krav til effektivitet
3. Nødvendig information fra de kommende brugere kan ikke opnås pga. travlhed i brugerorganisationen
4. Sygdom i projektgruppen

Eksempler på foranstaltninger for risici:
- Accept af risiko – bruges især ved lave risikotal (kunne bruges ved eksempel 3 ovenfor)
- Medtagelse i planen – bruges især ved høje sandsynligheder (kunne bruges ved eksempel 4 ovenfor)
- Minimere sandsynligheden – forebyggelse, f.eks. ved brug af eksperimenter (kunne bruges ved eksempel 2 ovenfor)
- Minimere konsekvenserne – f.eks. ved at finde mulige alternativer (kunne bruges ved eksempel 1 ovenfor)